# 김관영 (배우)
김관영(1970년 2월 20일 ~ )은 대한민국의 배우이다.

## 드라마
- (2018년) (TvN) 《미스터 션샤인》
- (2019년) (Netflix) 《킹덤》

## 영화
- (2017년) 《대립군》 - 강계마을 사람들 역
- (2020년) 《히트맨》 - 제이슨부하 8 역